# Szuzun
Szuzun (oroszul: Сузун) városi jellegű település Oroszország ázsiai részén, a Novoszibirszki területen; a Szuzuni járás székhelye.
Népessége: 15 364 fő (a 2010. évi népszámláláskor).

## Elhelyezkedése
A Novoszibirszki terület déli határához közel, Novoszibirszktől délnyugatra, a Nyizsnyij Szuzun (az Ob mellékfolyója) partján helyezkedik el. Vasútállomás a Kameny-na-Obi–Barnaul közötti vasútvonalon

## Története
A települést 1765-ben alapították, miután II. Katalin cárnő elrendelte rézöntöde és rézpénzverő manufaktúra felállítását Szibériában. (A Kolivany környékén bányászott rézércet ugyanis túl költséges lett volna a messzi európai országrészbe szállítani). Az ipari üzem mellett település is alakult, itt nyitották meg a leendő Novoszibirszki terület első kórházát és az első iskolát (1770). A pénzverde csaknem nyolcvan évig termelt, 1847-ben leégett. A rézöntöde 1914-ig működött, harangöntéssel, fegyverkészítéssel is foglalkozott. A település és az egykori üzem történetének megőrzésére a 2010-es években múzeumot létesítettek.

## Népessége
| Lakosok száma | 3800 | 13 024 | 15 500 | 15 565 | 14 900 | 15 330 | 15 446 | 15 550 | 15 389 | 15 482 |
|               | 1900 | 1970   | 1989   | 2002   | 2008   | 2012   | 2014   | 2016   | 2019   | 2021   |